# Jagjaguwar
Jagjaguwar é uma gravadora independente focada em indie rock de  Bloomington, Indiana.

## Artistas
- Aspera
- The Besnard Lakes
- Black Mountain
- Bon Iver
- S. Carey
- The Cave Singers
- Company
- Robert Creeley
- The Dead C
- Dinosaur Jr.
- Julie Doiron
- Jad Fair
- Foxygen
- Fuck
- Gayngs
- Simon Joyner
- Ladyhawk
- Lightning Dust
- Love Life
- Manishevitz
- Minus Story
- Nad Navillus
- Nagisa ni te
- Oakley Hall
- Odawas
- Okkervil River
- Oneida
- Parts & Labor
- Patrick Phelan
- Pink Mountaintops
- Peter Wolf Crier
- Anni Rossi
- Will Sheff
- The Skygreen Leopards
- Small Black
- South
- Spokane
- Swan Lake
- Sunset Rubdown
- Sharon Van Etten
- Volcano Choir
- Sarah White
- Whittaker
- Wolf People
- Women
- Wilderness
- Richard Youngs